# Rite funéraire

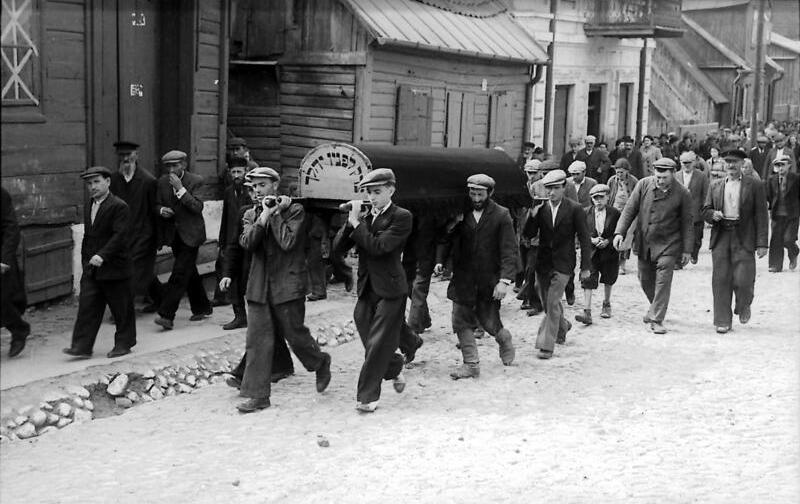
Procession funéraire juive en Pologne, en 1939.

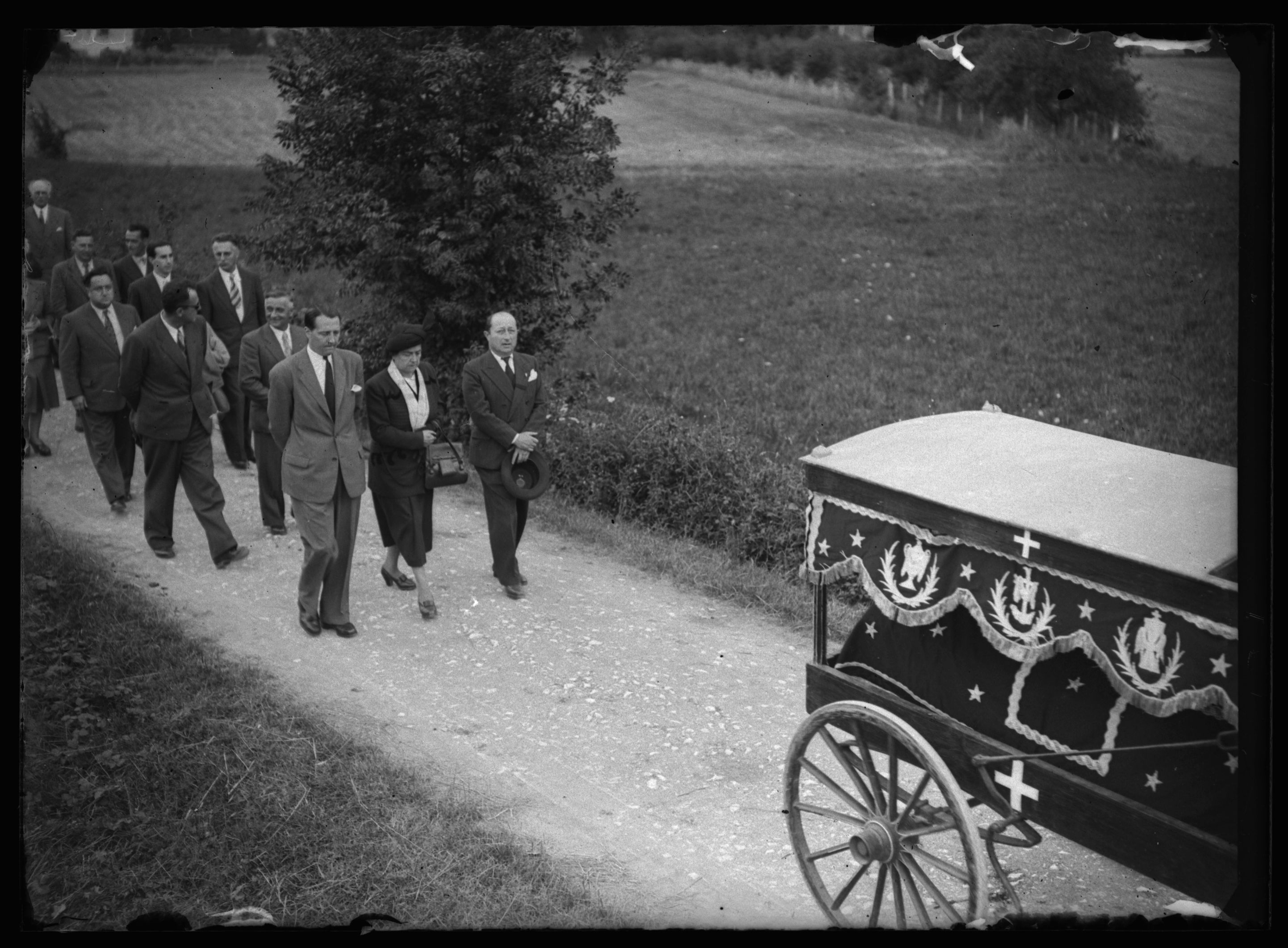
Obsèques de Marguerite Moreno, 1948, Archives de Toulouse, France.

Un rite funéraire, rituel funéraire, rite mortuaire, des funérailles ou encore des obsèques, est un ensemble de gestes, de rites et de paroles et dans certains pays de danses, accompagnant l'agonie puis la mort d'un être humain pour lui rendre hommage et, en quelque sorte, l'accompagner grâce à une cérémonie. Les anthropologues considèrent généralement que les rituels funéraires sont un des fondements du passage à la civilisation. Ces rites semblent relever depuis toujours de la religion, mais la reconnaissance dans le monde contemporain d'une philosophie agnostique modifie la prise en compte des derniers instants de la vie et/ou permet l'émergence d'un nouveau type de rites et cérémonies.
La nature du rituel varie selon l'époque, le statut social du défunt, les croyances d'une société, les conditions du décès et parfois selon la volonté du défunt. L'étude rétrospective des rituels funéraires par les indices laissés dans les tombes, croisées avec d'autres éléments archéologiques, permet de délimiter l'aire géographique et parfois l'histoire de sociétés disparues. De même l'ethnologie attache une grande importance à l'étude des rites funéraires, qui éclaire la compréhension des rapports entre les individus et avec le monde tel qu'ils le conçoivent.
Les funérailles et le deuil collectif sont aussi l'occasion de moments particuliers de sociabilité qui marquent l'histoire d'un groupe. Un moment clé — pour un individu ordinaire — est l'embaumement (soins de thanatopraxie), la crémation (le terme d'incinération est plutôt réservé aux animaux) ou l'inhumation (enterrement) et plus rarement l'immersion en mer, la cryomation, l'anthropophagie (vraie ou symbolique, avec par exemple la consommation des cendres du cadavre brûlé) ou l'offrande du cadavre (généralement découpé, comme chez les peuples de l'Himalaya) aux vautours. Les personnages célèbres ont parfois droit à des funérailles « exceptionnelles ». La nature de l'hommage ultime et collectif ainsi que la mise en scène de la cérémonie, et l'érection d'un monument laissé à la postérité, varient suivant les époques et les périodes. Il est arrivé qu'on sacrifie l'entourage du défunt à sa mort.
Des comportements évoquant des rites funéraires ont été observés chez les animaux comme les éléphants, les singes et les hippopotames.
Dans le monde entier, les rituels funéraires sont variés mais correspondent tous, selon l'ethnologue Arnold van Gennep, à un rite de passage en trois étapes (certaines plus ou moins atténuées selon les époques et les civilisations) : étape de séparation concrétisée par le décès, le rite de la vérification du décès et de l'annonce du décès (« clochetteur » en campagne ou campanier, crieur des morts en ville au Moyen Âge) ; liminarité avec l'exposition du défunt, la veillée funèbre, le convoi funéraire, la messe des morts, l'inhumation ou crémation ; étape d'agrégation (repas de funérailles, commémorations) qui survient après une période de deuil plus ou moins longue selon les époques et les appartenances religieuses.

## Histoire

### Préhistoire

Sépulture de l´enfant aux bois de cerf dans la grotte de Qafzeh (Israël), 100000 avant notre ère.

Pour certains scientifiques, les premières pratiques funéraires connues datent du Paléolithique inférieur (gisement de la Sima de los Huesos, Espagne). La sépulture d’El Tabun, en Israël, attribuée à l’Homme de Néandertal, date de 120 000 ans.
Une des plus anciennes sépultures de la préhistoire se trouve dans la grotte de Qafzeh, Israël. Il y a près de 100 000 ans des hommes, de 60 000 ans plus âgés que les hommes de Cro-Magnon, attachent un soin particulier aux dépouilles de leurs défunts. Une tombe est particulièrement remarquable : celle de l´enfant aux bois de cerfs.
À partir du Néolithique, les structures funéraires deviennent de plus en plus élaborées. Les tumulus sont parmi les plus anciennes marques que l'Homme a laissées sur le paysage. À la fin de l'âge du bronze, la crémation supplante partout l'inhumation en Europe.

### Égypte antique
La famille exprime sa peine en couvrant les cheveux de limon ; chaque membre se frappe la tête avec la main gauche (main de la mort). Les hommes de la famille ne se rasent pas pendant 70 jours. Les premiers essais de momification égyptienne datent d'environ 3000 av. J.-C. La technique connaît son apogée au XVIe siècle av. J.-C. Le corps est conduit dans l'atelier de momification : les prêtres-embaumeurs proposent à la famille plusieurs séries de momies, plus ou moins coûteuses. Le Livre des morts est l'ensemble des papyrus contenant des formules magiques mis à l'intérieur du sarcophage. L'ouverture de la bouche du mort symbolise le retour du ka dans le corps.
Le corps est étendu sur un lit de pierre aux pieds ayant la forme de pattes de lion. On injecte dans le crâne une résine par un entonnoir. Le prêtre affublé du masque d'Anubis, pratique une entaille au côté gauche (le souffle vital entre par l'oreille droite et ressort par la gauche). Il enlève les viscères sauf le cœur, car il sera pesé par Anubis dans l'au-delà. Les viscères sont lavés avec du vin de palme puis du natron. Ils sont conservés dans 4 vases canopes. On peut aussi placer des oignons dans le corps, symbole de la renaissance. Le bain de natron dure environ 70 jours, puisque si la durée du bain est trop longue les os deviennent cassants, si par contre elle est trop courte, la peau ainsi que les os ne se conserveront pas assez longtemps. La plaie recousue est recouverte d'une petite plaque de cire d'abeille ou de métal, décorée d'un oudjat (œil d'Horus, enlevé par Seth et remis par Thot). Le visage est maquillé, une perruque est parfois posée. Comme le natron détruit les yeux et la langue, il faut les remplacer par des faux yeux en pâte de verre, en pierre, en oignons ou en feuilles d'or. Il faut 150 mètres de bandelettes pour entourer le corps d'un adulte. La dernière étape est la pose d'un masque de carton, de bois (rare donc cher), de plâtre ou d'or-argent.
Les premiers sarcophages datent de 3300 av. J.-C. (en roseau et de petite taille). Sur le couvercle, les décorations représentaient Nout, aux ailes déployées ; un œil oudjat qui permet au mort de voir ; un pilier Djed ; les 4 fils d'Horus, et les déesses Isis et Nephtys. Les Égyptiens situaient le royaume des morts sur la rive occidentale du Nil, là où se couche le soleil : on transporte donc le corps du défunt avec un cortège de pleureuses. Le convoi apporte des cadeaux, de la nourriture… La momie est couverte de fleurs posée sur un traîneau en forme de barque tiré par deux bœufs. En tête de la procession se trouve un prêtre vêtu d'une peau de léopard qui écarte les mauvais esprits grâce à de l'encens, du lait et de l'eau du Nil. Les gens sont habillés en blanc, la couleur du deuil en Égypte. Un deuxième traîneau apporte les vases canopes. Devant la tombe, muni d'une herminette, le fils du défunt touche la bouche, les narines, les yeux et les oreilles du mort pour qu'il puisse retrouver ses sens. Ce rite permet au ka et au ba de réintégrer le corps. Ensuite, on fait généralement le sacrifice d'un bœuf. La veuve embrasse la momie et lui donne un collier de fleur de lotus bleu, symbolisant le ciel. Puis on l'enferme dans son sarcophage avec le Livre des morts. On dresse des tentes devant la tombe pour un banquet : c'est l'occasion de déguster le bœuf sacrifié. Les invités portent un collier de fleur de lotus bleu.
Pour qu’une âme ne soit pas errante, il lui fallait une demeure. Si elle n’était pas fixée dans un tombeau et alimentée par des offrandes, elle errait, sans cesse et ne tardait pas à devenir malfaisante. Elle tourmentait les vivants, leur envoyait des maladies et faisaient de fréquentes apparitions nocturnes pour rappeler aux vivants qu'ils lui devaient une sépulture. Cette croyance a créé une règle de conduite. Le mort ayant besoin de nourriture et de breuvage, on estima que c’était un devoir pour les vivants de satisfaire ces besoins. À cette condition, il protégeait tous les membres de sa famille, de sa tribu et même de sa bourgade. L'usage de pleureuses professionnelles était courant.

### Grèce antique
Le premier rite était la toilette du mort. Dans l'Iliade, Patrocle est premièrement lavé par son ami Achille. Ensuite venait l'exposition du défunt sur un lit. On huilait le corps, que l'on couvrait d'un drap. Les pleureuses, professionnelles de la lamentation, se griffaient le visage devant lui, se tiraient les cheveux en pleurant. Enfin avait lieu le cortège funèbre et le corps était inhumé ou incinéré. Ainsi, on retrouve dans le texte de l'Iliade : « Le divin Achille ordonna à ses compagnons de mettre un grand trépied sur le feu, afin de laver promptement les souillures sanglantes de Patrocle. Ils mirent sur le feu ardent le trépied des ablutions, y versèrent l’eau, et au-dessous, allumèrent le bois. La flamme enveloppa le ventre du trépied, et l’eau chauffa. Quand l’eau fut chaude dans le trépied brillant, ils lavèrent Patrocle. L’ayant oint d’une huile grasse, ils emplirent ses plaies d’un baume de neuf ans et, le déposant sur le lit, ils le couvrirent d’un lin léger, de la tête aux pieds, et, par-dessus, d’un vêtement blanc. Ensuite, pendant toute la nuit, les Myrmidons gémirent, pleurant Patrocle. »
Le mort était incinéré avec une Obole (monnaie) dans la bouche afin de payer à Charon (mythologie) le passage de la rivière souterraine Styx. Ceux qui ne pouvaient pas payer le passage devaient errer au bord du Styx pendant 100 ans. Enfin, une dernière étape consistait en un repas funéraire dans la maison du défunt, ou chez un de ses proches, afin d'honorer le mort au troisième, neuvième et trentième jour après les funérailles, ainsi qu'aux anniversaires.
La mort sans sépulture ne permettait pas au défunt de descendre aux Enfers, et il devait errer dans l'Érèbe. À cette époque, la mort est considérée comme une délivrance, un honneur, si les rites sont effectués correctement. À titre d'exemple, on peut rappeler le sacrilège des généraux athéniens vainqueurs à la bataille des Arginuses punis de mort (-406, « Brulé41 »), exécutés pour n'avoir pas réussi à recueillir les morts et les survivants de la bataille à cause d'une violente tempête — certains ne furent donc pas enterrés. Le 3e, le 9e et le 30e jour après la mort du défunt, il y avait un repas organisé pour le mort.

### Rome antique
Dans la Rome antique, l'appartenance à la classe sociale influence le faste des rites. Les riches se font en principe incinérer, les plus pauvres comme les esclaves sont jetés dans des fosses communes sans cérémonie. Les rites ont également changé avec l'abandon de la religion romaine au profit des cultes orientaux comme le christianisme. Il est courant que certains hommes, dont les empereurs à travers le culte Impérial, fassent l'objet d'un culte après leur mort.

### Celtes, Germains et Scandinaves
Les Celtes et les Gaulois procèdent aussi bien la crémation que l'inhumation.
Dans la Normandie celte et gallo-romaine, l'usage était courant d'enterrer une personne avec une statuette en terre cuite d'une déesse-mère. Les archéologues ont retrouvé des dizaines de ces objets. Le culte de l’arbre est particulièrement présent lors des funérailles.

## Dans la religion

### Bouddhisme

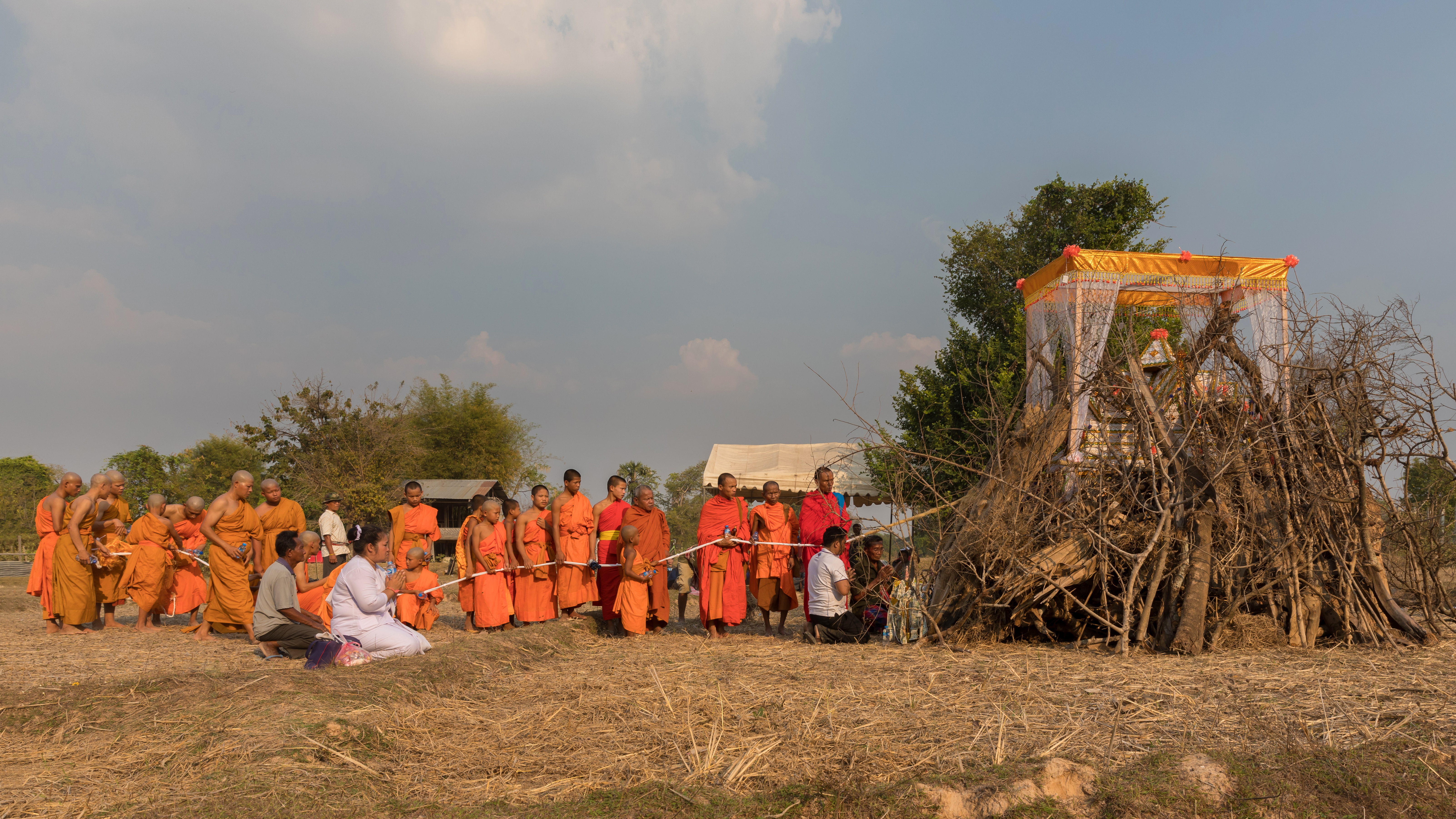
Cortège rituel de moines bouddhistes devant un cercueil sur un bûcher avant d'allumer le feu, lors de funérailles dans la campagne de Don Det, Laos.

Pour les bouddhistes, la mort fait partie du cycle de la vie. Les proches qui restent aux côtés du défunt lors de ses derniers instants n’expriment aucune douleur afin qu’il puisse se séparer de ce monde avec sérénité. Au Laos, tenir une corde attachée au cercueil est un rituel appelé chungsob (ຈູງສົບ en lao) en relation avec l'âme du défunt. Cette corde ne sera pas incinérée et pourra être conservée par les moines. Traditionnellement, les fils d'attache en coton jouent un rôle important dans les cérémonies au Laos, comme dans le baci, et peuvent être utilisés de manières variées à diverses occasions. Devant le cercueil se situe un arbre à billet bouddhique, objet religieux avec d'authentiques billets de banque, une offrande pour les moines.
Dans la tradition tibétaine, le corps du défunt ne peut pas être touché durant trois jours et demi, afin que le processus ne soit pas affecté lorsque la conscience quitte le corps. Durant 49 jours après le décès, soit le temps pour que le défunt puisse renaître sous une nouvelle forme, les bouddhistes font des rituels tous les sept jours, dont des prières et des offrandes. Les bouddhistes vont plutôt dans les stupas, qui sont les lieux de prière et de commémoration. Ils disposent également près de l'autel qui est concédé à Bouddha, un autel des ancêtres. Certains gardent même un peu de cendres du défunt. Ils les mélangent à de l’argile qui sert à fabriquer des figurines, qui par la suite sont bénies et consacrées au nom de la personne décédée. De cette façon, elle pourra avoir une bonne renaissance. Pour protéger les enfants ou aider les enfants morts, les bouddhistes invoquent le Bodhisattva japonais Jizô. Il est prié surtout lors de la fête des Morts. Les mères placent des bavoirs rouges et des bonnets sur ces statues, ce qui signifie qu’elles ont perdu un enfant.

### Judaïsme
Dès les signes de l'agonie, il est recommandé de ne plus quitter l'agonisant (gossess). S'il est interdit aux Juifs de hâter la mort, sauf, parfois, par la prière, il leur est prescrit de le réconforter par tous les moyens possibles, et de ne pas prolonger l'agonie. On encourage les agonisants conscients à confesser leurs péchés, exprimer leurs dernières volontés (orales), et les dernières recommandations à la famille (les « bénédictions » dans la Bible hébraïque). Il existe des bénédictions consacrées à l'approche du décès et lors de celui-ci. Sitôt le décès établi, il faut prévenir la Hevra Kaddisha et demander le transfert de la personne décédée à domicile pour la veiller en récitant des Psaumes. Cette tâche est généralement confiée à un membre de la Hevra Kaddisha plutôt qu'un proche de la personne disparue. Deux heures après le décès, on le dépose au sol, recouvert d'un drap, les pieds en direction de la porte, une bougie près de la tête ou des pieds.
La purification (tahara) est une toilette funéraire réalisée avec grande pudeur et respect de la personne décédée par la Hevra Kaddisha. Des prières et sections de la Bible (Cantique des Cantiques, Psaumes…) peuvent être lues. Après la toilette, la personne décédée est revêtue de takhrikhim, draps blancs évoquant les habits du Grand Prêtre, équivalents au linceul, et délicatement déposée sur un lit de paille au fond du cercueil (qui, en hébreu, se dit Aron, comme l'Aron Hakodesh, dans laquelle sont placés les rouleaux de la Torah). En diaspora, il est de coutume d'y mettre une poignée de sable provenant de la terre d'Israël, car c'est là que, selon la tradition, le Messie ressuscitera les morts. Une fois le corps purifié et vêtu, le cercueil est scellé, après que les proches ont demandé pardon à leur disparu, sans le toucher, afin de ne pas le profaner. En Israël, une coutume répandue est de n'utiliser aucun cercueil, mais de recouvrir le corps de takhrikhim plus épais, recouverts par un talit (pour les hommes).
Après la « tahara », lorsque l'enterrement ne peut avoir lieu le jour du décès (comme cela se pratique en Israël), on effectue une « shemira » (« veillée ») du corps. Un shomer peut être un membre de la Hevra Kaddisha, mais de façon plus générale, toute personne, de préférence pas un proche du malade (qui est endeuillé), qui veille à ce que le corps de la personne disparue ne soit pas désécré, et récite des Tehillim (Psaumes) pour l'élévation de son âme jusqu'à l'enterrement.
La cérémonie est présidée par un rabbin, qui lit des Psaumes, en présence de la famille et des amis venus rendre hommage à la personne disparue. On attend que le cercueil ait quitté le domicile ou la morgue avant de l'accompagner, à pied ou en voiture si le chemin est long jusqu'au cimetière. Au cimetière, on escorte le cercueil jusqu'à la dernière demeure, en marquant des arrêts, au cours desquels certains sonnent du Shofar, car selon la tradition, le Messie en sonnera lors de la résurrection des morts. On ne salue et ne répond à personne jusqu'à la mise en terre. Si on a un parent enterré dans le cimetière, on s'abstient de le visiter pendant l'enterrement (avant ou après, c'est autorisé).
Levaya ne signifie pas exactement inhumation, mais accompagnement (du mort). Elle se fait sans fleurs ni couronnes et sans musique. Dans la tradition ashkénaze, on récite une bénédiction en entrant au cimetière (si l'on ne s'y est pas rendu depuis un mois). On se rend ensuite dans une salle où le rabbin prononce le hesped (éloge funèbre). Le mort est déplacé les pieds vers l'avant. On récite le Psaume 91 lors du convoi du cimetière, la hachkava et le El Male Rahamim. Le rabbin jette trois pelletées de terre, imité par les proches puis les assistants. Une fois la fosse comblée, on récite le Kaddish lehidhadeta, puis le Tzidouk Hadin. On console ensuite les endeuillés par la formule « Hamaqom yéna'hem etkhèm bètokh shear avelé Tzion viYroushalaïm » (« Que l'Omniprésent vous console parmi les endeuillés de Sion et de Jérusalem »). En quittant le cimetière, certains arrachent une poignée d'herbe (symbolisant la résurrection). On se lave les mains sans les essuyer. Dans la tradition sépharade, on ajoute au Psaume 91 la prière de Rabbi Nehounia bar Haqana et, lorsqu'il s'agit d'une femme, le Eshet 'Hayil (Femme vaillante). C'est à ce moment qu'on pratique la qeri'ah (déchirure). La prière de consolation est un peu plus longue.

### Christianisme

#### Catholicisme

##### Gallo-romains et Mérovingiens
Avant la généralisation de la pratique de l'inhumation chrétienne (en raison du symbole de la mise au tombeau du Christ et de la croyance en la résurrection), la séparation entre les vivants et les morts par des cimetières extra-muros est courante (mais elle souffre de nombreuses exceptions), comme dans la Rome antique : les espaces funéraires extra-muros abritent aussi bien des urnes cinéraires que des sarcophages, des coffrages en bois ou en pierre réalisés in situ dans la fosse, associés à un mobilier funéraire caractéristique (céramique, fibules, anneaux, perles). Dès la fin du IIIe siècle, les croyants construisent des oratoires et des églises sur la tombe des saints et martyrs pour les célébrer mais aussi être enterrés près de leurs corps ou de leurs reliques : cette inhumation ad sanctos (« près des Saints ») qui va à l'encontre de la doctrine officielle exprimées dans le traité De cura pro mortuis gerenda écrit vers 421 par saint Augustin, permet de bénéficier de leur virtus.
À partir du VIe siècle se généralise la construction d'églises ou de chapelles utilisées comme tombeaux, cette pratique est parallèle à l'évolution des mentalités qui assimile désormais le mort non plus à un cadavre mais à un corps en sommeil. Bien que le canon 33 édicté lors du Ier concile de Braga au VIe siècle interdise les inhumations dans les églises, cette loi est transgressée à outrance par le clergé et les dignitaires. Dans les tombes des guerriers francs, officiellement catholiques depuis le baptême de Clovis (vers 496), l'usage de se faire enterrer près de la tombe d'un saint, dans la nef ou à proximité des basiliques devient de plus en plus courant. Les corps sont enterrés les bras le long du corps, les jambes légèrement écartées ; plus tard, la position se modifie (bras croisés sur la poitrine). La pratique de l'obole à Charon subsiste durant le début de l'époque mérovingienne, en dépit des progrès du christianisme comme en témoigne l'exemple de la sépulture X d'Hérouvillette (musée de Normandie à Caen). Les tombes sont disposées en rangées (caractère mérovingien apparu à la fin du IVe siècle au nord de la Gaule). L'orientation du corps n'est d'abord pas fixée. Au cours du Ve siècle, les pieds sont mis à l'est et la tête à l'ouest.
Sous l'influence du clergé, la tradition mérovingienne de l'inhumation habillée avec les bras disposés le long du corps se perd progressivement à l'approche VIIIe siècle, tout comme celle du dépôt funéraire d'armes (pour les hommes, de bijoux pour les femmes) ou de céramiques. Seuls les prélats, clercs, rois et aristocrates restent enterrés habillés dans leurs tenues d'apparat, avec du mobilier funéraire. Le dépôt de nourriture dans la tombe est aussi de plus en plus rare. Progressivement s'impose l'inhumation chrétienne où le défunt est enseveli nu dans un linceul avec les mains jointes ou croisées sur le ventre, signe religieux en phase avec la christianisation. Les villes se dotent de nécropoles urbaines, alors que les Romains les avaient rejetées en périphérie.

##### Moyen Âge central et tardif
Les hagiographes du Moyen Âge donnent une interprétation légendaire aux nécropoles mérovingiennes.
L'inhumation médiévale se réalise essentiellement sur une bière (du francisque bëra, « civière » transportant le mort jusqu'à sa tombe), à même le sol (inhumation en terre libre avec ou sans empierrement protecteur), du Ve au VIIIe siècle. Cette pratique est progressivement remplacée par une inhumation en fosse avec le cadavre simplement protégé par une planche, par un coffrage dont les parois sont maintenues par des pierres (rognons de silex, blocage de craie) ou par un cercueil en bois (cloué ou chevillé) pour les personnes aisées, les sarcophages étant destinés à cette époque aux personnages au statut social élevé.
À partir du XIVe siècle, la peur de la décomposition des chairs et de la disparition des corps voit la réémergence de l'inhumation en cercueils dans des fosses, pratique funéraire qui se répand dans toutes les couches de la société, ou dans des sarcophages en plomb qui permettent tous deux une meilleure conservation du corps.

##### Rite romain

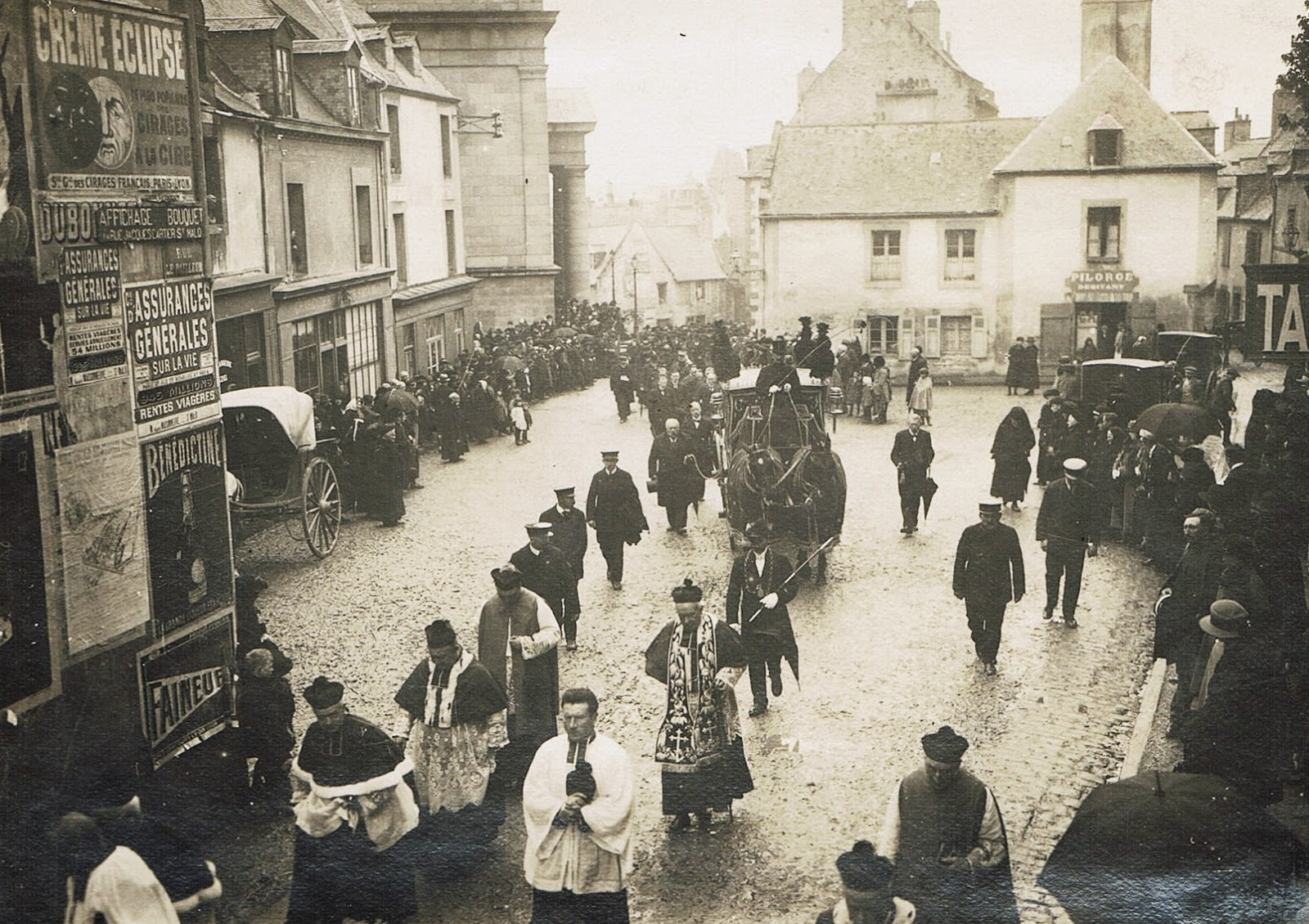
Procession funèbre catholique après la mort de Louis Duchesne en 1922, à Saint-Malo.

La pastorale des funérailles peut choisir un des rites de l'Église catholique pour les cérémonies. Dans l'Église latine, le rite romain est couramment utilisé dans une de ses deux formes (paulinienne ou tridentine) Dès l'agonie, le prêtre se rend auprès du malade pour l'administration de l'extrême-onction, qui fait partie des sept sacrements de la vie du chrétien. À l'origine, l'extrême-onction était administrée par un prêtre à des malades pour qu'ils guérissent[réf. nécessaire]. Après le XIIe siècle, les rituels comportaient des prières, une onction et l'imposition des mains. L'extrême-onction n'est pas réservée aux mourants, contrairement à l'idée communément admise. Depuis le concile Vatican II, on appelle l'extrême-onction sacrement des malades et il peut être administré aux croyants qui en font la demande lorsqu'ils sont atteints d'une maladie grave, pour s'attirer la bienveillance divine et la guérison de leur mal[réf. nécessaire]. La famille, les proches et les amis du défunt se réunissent à l'église pour une cérémonie ou une célébration eucharistique. Les chants et les prières sont choisis avec la famille, qui est souvent appelée à participer par la lecture de textes appropriés.

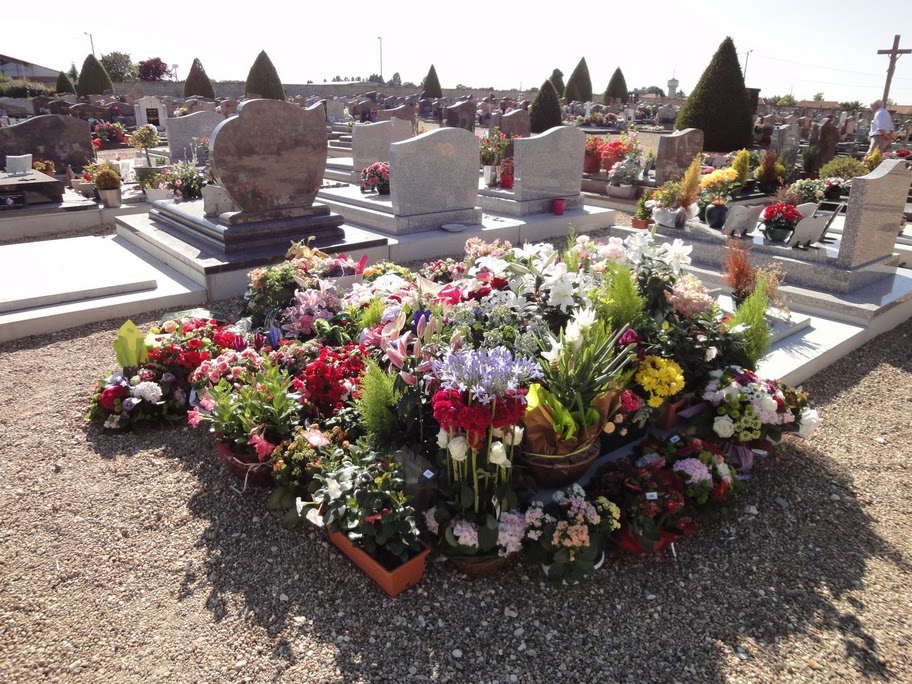
Rite funéraire avec fleurs et couronnes.

Selon la forme tridentine du rite romain (issu du concile de Trente au XVIe siècle), on prévoit aussi la célébration d'une « messe (votive) pour implorer la grâce d'une bonne mort » — le prêtre accorde la bénédiction papale (avec indulgence plénière à l'heure de la mort). L'on récite le confiteor, les prières des agonisants. Quand le malade a rendu l'âme, l'on chante ou l'on récite le « Subvenite ». Lors de la veillée funèbre (chez le défunt ou à la chambre mortuaire), l'on récite le chapelet et l'on chante le Salve Regina ou tout chant approprié. À la levée du corps, le prêtre l'asperge d'eau bénite et récite ou chante le psaume 129, De profundis. En se rendant à l'église, le psaume Miserere. À l'église, l'on chante (sauf durant le Triduum pascal ou l'office est simplement récité) le requiem puis a lieu l'absoute. Ensuite, la dépouille est conduite en procession au cimetière au chant du In paradisum.
Le rituel prévoit aussi : une absoute aux funérailles en l'absence du corps et aux services du 3e, du 7e et du 30e jour et de l'anniversaire ; aux funérailles solennelles, il y a cinq absoutes. Le pape Benoît XVI a autorisé l'utilisation des livres liturgiques de 1962 par son motu proprio Summorum Pontificum. Ultérieurement peuvent être dites des obits.

#### Protestantisme
Dans le protestantisme, les funérailles varient selon la dénomination. Dans les églises anglicanes et luthériennes, un service liturgique est organisé. On y remercie le seigneur pour les bienfaits accordés au défunt durant sa vie, et la lecture biblique et la prédication mettent l'accent sur l'espérance en la vie éternelle.
Dans le christianisme évangélique, les églises baptistes et pentecôtistes ont un service orienté davantage vers l'évangélisation. Il n'y a pas de prière pour les morts, parce que les églises croient que le salut éternel est déterminé avant la mort. Le pasteur réconforte la famille et rappelle les conditions du salut. Les chants illustrent la paix du paradis.

### Islam

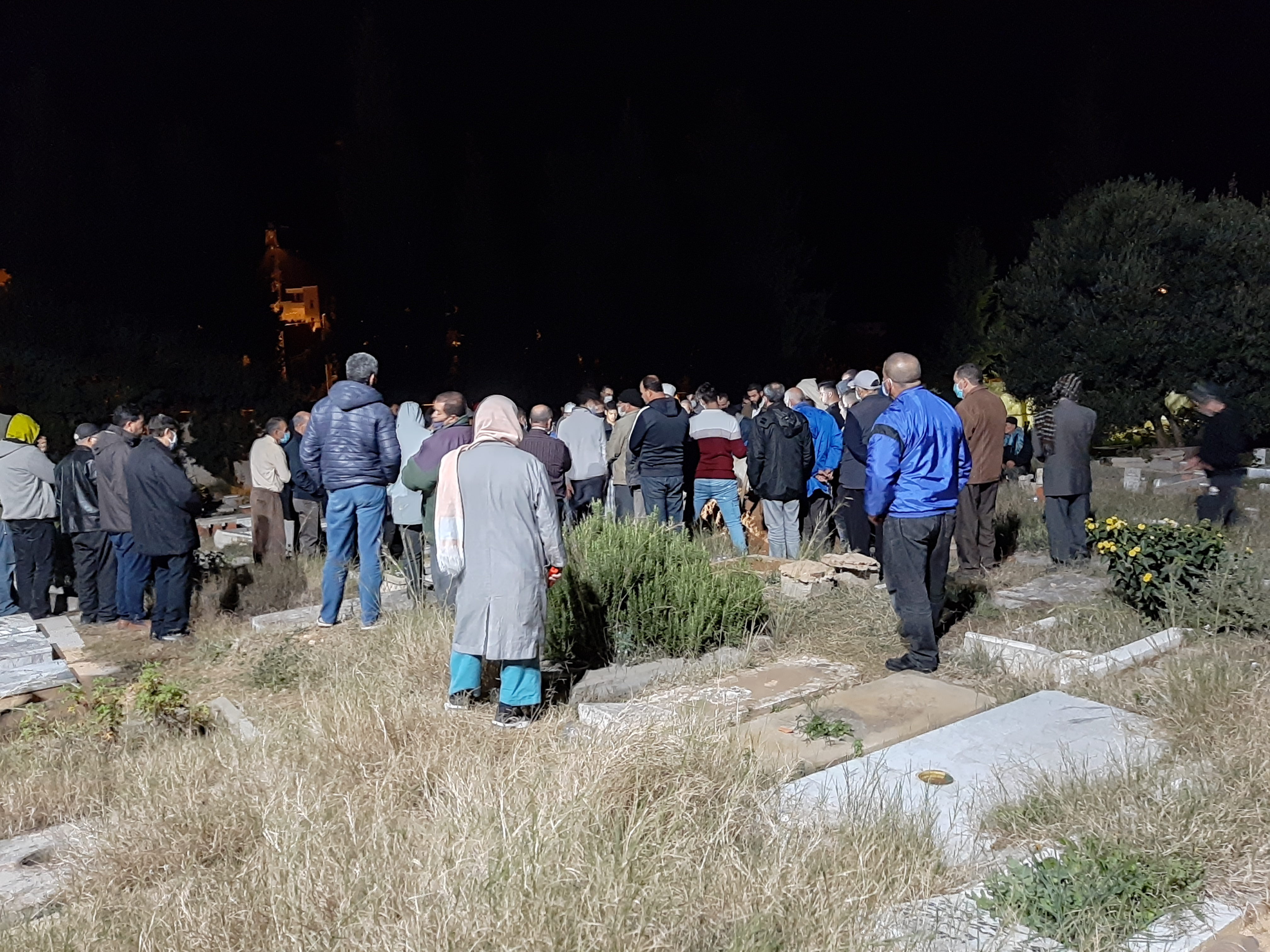
Enterrement dans un cimetière musulman pendant la nuit.

Le mourant est veillé par un imam et les proches qui déclament la shahada, c'est-à-dire la profession de foi du musulman, si le mourant n'arrive pas à le prononcer dû à la dureté de l'agonie. Le levé de l'index, symbolisant l'unicité de Dieu est un des signes de fin heureuse pour le mort selon l'Islam.
Elle doit se faire avec diligence, en principe avant le coucher du soleil. L'islam autorise l'inhumation en pays non musulman, dans un « carré musulman », traditionnellement en la seule présence des hommes et cela pour éviter aux femmes d'assister à une scène qui peut les émouvoir. La toilette du défunt se fait avec grande pudeur.

## Par continents

### Afrique

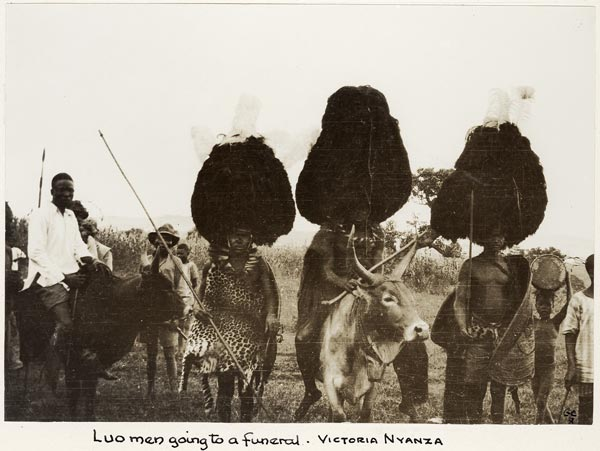
Funérailles (tero buru) d'un adulte de sexe masculin en 1929.

Le rite funéraire chez les Dogons se déroule en trois temps :
- Lors du décès, un enterrement est organisé. Le corps du défunt est lavé avant d'être déposé à l'air libre dans les failles des falaises qui servent de cimetière. Son âme reste dans le village.
- Quelques mois plus tard, sont organisées des funérailles qui permettent à la famille et aux proches de rendre un hommage au défunt. Son âme quitte alors la maison familiale mais continue d’errer dans les alentours.
- Le troisième temps est le dama. Cette cérémonie est collective et concerne toutes les personnes décédées au cours des années précédentes (le dama est organisé tous les 3 à 5 ans). Les âmes sont appelées à rejoindre les ancêtres. Au cours de la cérémonie qui dure trois jours, les différents masques sont sortis et défilent et dansent dans le village. Cette cérémonie marque la fin du deuil.

Le rite le plus important chez les Luo est celui lié au décès d'un adulte. Cette cérémonie est appelée tero buru (littéralement « emmener les cendres » en langue luo) du fait que les femmes s'enduisent le corps des cendres d'un feu de camp. Elle signifie l'action d'« accompagner le passage à la mort ». Ce rite peut paraitre violent par le fait que, lors de l'enterrement d'un homme adulte, les hommes traversent le village juchés sur des taureaux, en habit traditionnel guerrier, simulant l'empalement d'un hypothétique ennemi et que les taureaux sont introduits dans la maison du défunt. Les danses, exécutées par les femmes (que le défunt soit un homme ou une femme), sont censées emporter les mauvais esprits de cette maison et se termineront également à l'intérieur. Bien que ces pratiques n'aient plus cours aujourd'hui, le rite funéraire donne toujours lieu à des rassemblements excédant, souvent, plusieurs centaines de personnes et durent trois jours et trois nuits. Les femmes présentes au rite se réunissent, chaque nuit et tout au long de celle-ci, pour une veillée funèbre.
Traditionnellement, le défunt reste, toujours à l'heure actuelle, enterré, non pas au cimetière mais, dans sa ber gi dala (en luo, littéralement « c'est bon pour le domicile familial »), c'est-à-dire la propriété familiale. Le jour de l'enterrement, c'est le prêtre qui se déplace pour accomplir le rite funéraire chrétien. Les veuves et les filles n'héritent jamais. Dans le meilleur des cas pour elles, et avec l'agrément de la famille du défunt, la nue-propriété des biens est transmise aux fils et l'usufruit à la veuve qui a le statut de première épouse (mikayi).
Les Batãmmariba du Koutammakou, au nord du Togo et du Bénin, sont un peuple fier, aux traditions de guerre et de chasse, qui se reconnaît dans l’acte de construire des forteresses disséminées dans des montagnes d’une saisissante beauté. La nuit appartient aux forces de la terre qui s’incarnent dans certains arbres, pierres, sources… avec lesquelles se lient les défunts. Au cours d’un rite de deuil - le tibenti -  les membres du clan d'un père récemment enterré au cimetière, s'assemblent devant sa takyenta (habitat traditionnel) et  se mettent à l’écoute du silence de la nuit, comme le Voyant aux sens en éveil. Au cours de ce rite, complexe et grandiose, la mort est conjurée, détournée, afin que le souffle du défunt acquière la force de former un nouvel enfant. C’est à de tels instants que les Batãmmariba puisent leur vitalité.

### Europe

#### Écosse

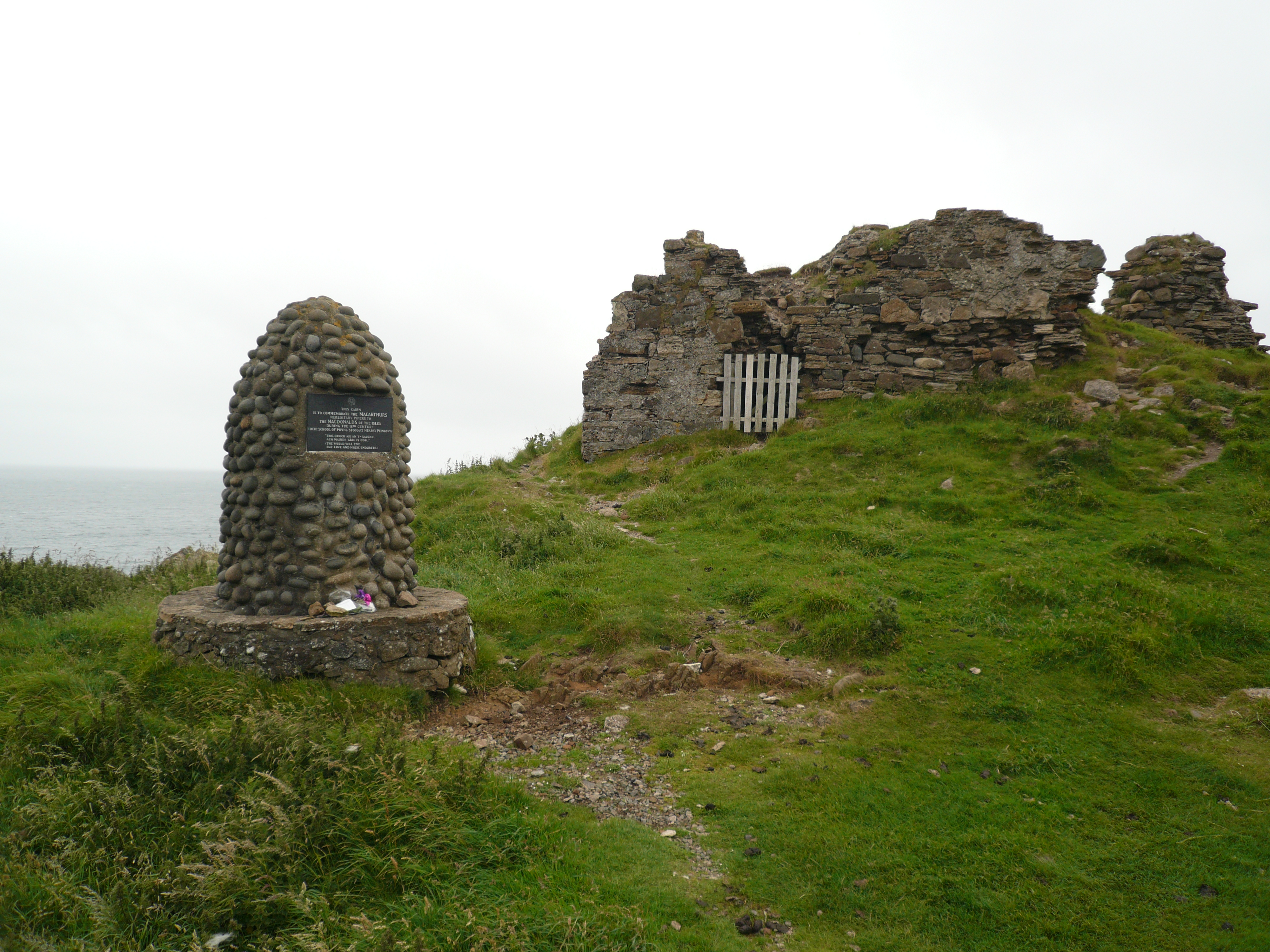
Cairn commémoratif de la famille MacArthur, joueurs de cornemuse des MacDonalds, Seigneurs des Iles, à l'île de Skye. À l'arrière-plan se trouvent les ruines du château de Duntulm.

Lors de la veillée funèbre, le corps du défunt a traditionnellement le visage découvert et son linceul était autrefois généralement de lin. Si Martin Martin rapporte en 1695 que les assistants, et plus particulièrement la famille proche, chantaient des complaintes célébrant le mort, cette coutume semblait avoir disparu lors du voyage de 1773 de Johnson, qui constate que « […] certaines des anciennes solennités sont passées d'usage, et des chanteurs ne sont plus loués afin de suivre la procession ». La lecture de psaumes peut également faire partie du rituel.
En 1859, le journaliste français Louis Énault décrit ainsi l'organisation d'une veillée à l'île de Skye :

« La maison mortuaire, comme nous disons en notre affreux langage, était située dans un glen qui s'ouvrait sur le lac à deux milles de Kirkibost. Nous arrivâmes vers midi.
Le corps était étendu sur un banc, drapé dans son linceul, mais le visage était découvert comme dans les funérailles italiennes. Il était beau, avec une expression calme et souverainement reposée. La joue pâle avait perdu ces bouquets de roses trop vives que la phthisie fait éclore aux pommettes ; les lèvres avaient des nuances de violettes de Parme, et le dessous de l'œil semblait noirci comme avec du kohl de Java. On avait mis sur sa poitrine un plat de bois, avec quelques pincées de sel et de terre soigneusement séparées. La terre est l'emblème du corps qui tombe en poussière ; le sel est le symbole de l'âme incorruptible et immortelle.
On avait eu soin d'éteindre le feu partout, et des sentinelles, armées de bâtons, étaient posées à toutes les issues pour empêcher qu'un chien ou qu'un chat passât devant le cadavre, ce qui serait considéré comme un mauvais présage par toute la maison. »

— Louis Énault Angleterre, Écosse, Irlande : Voyage Pittoresque (1859)
Cette coutume de disposer du sel et de la terre sur un plat posé sur la poitrine du défunt est également rapportée par Donald MacLeod, qui précise que, parfois, une Bible ouverte était également posée sur le bas du visage afin d'empêcher les esprits maléfiques de s'approprier le corps. Une croyance autrefois répandue était que l'esprit de la dernière personne enterrée dans un cimetière en garde la porte (Faire chlaidh en gaélique écossais), et n'est relevé de sa veille que par l'esprit de la personne suivante à être enterrée. La formule traditionnelle gaélique prononcée lors d'un décès est « A Chuid de Pharas dha ! » (litt. « Puisse-t-il avoir sa part de Paradis ! »), équivalente à la formule française « Paix à son âme ». L'enterrement est habituellement suivi d'une collation, généralement servie à la maison du défunt.
Depuis l'époque picte, les cairns peuvent servir à marquer un lieu de mémoire, qu'il s'agisse d'une tombe ou du site d'une bataille. À cette période, le corps était déposé, accompagné de divers objets, sous une couche de sable sec, par-dessus laquelle était ensuite dressé le cairn. Un ancien dicton gaélique dit ainsi « Cuiridh mi clach air do chàrn » (litt. « je viendrai déposer une pierre sur ton cairn », au sens de « je ne t'oublierai pas »).
Sur le plan légal, actuellement, tout décès survenant sur le territoire écossais doit être déclaré à l'état-civil avant huit jours écoulés. Les enfants mort-nés doivent être déclarés après la vingt-quatrième semaine de grossesse. Le don d'organes est régi par le principe du consentement présumé ; en absence d'opposition du défunt exprimée de son vivant, il est considéré comme ayant donné son accord. Une cérémonie civile ou religieuse peut avoir lieu avant l'enterrement. La crémation n'est possible qu'après la levée de tout obstacle médicolégal ; l'enterrement ne peut avoir lieu que dans les cimetières.

#### France
Divers rites funéraires anciens sont connus propres aux époques préhistoriques, antiques et gauloises. Au Moyen Âge, l'homme semble relativement consentir à la mort mais aux environs du XIVe siècle, l'individualisation progressive de la vie humaine lui fait craindre sa propre mort, le Purgatoire devenant l'élément central de la « religion de la peur » de cette époque. Les rituels funéraires se développent alors comme préparation à la mort (avec le défunt qui est vite soustrait aux regards ; visage caché sous le linceul et corps rapidement placé dans le cercueil). Après la Révolution, les enterrements publics de personnalités (deuils de souverains, deuils protestataires, etc.) donnent lieu à des formes de politisation par les cérémonies (préparatifs, éloge funèbre, cortège funèbre, mobilisation des foules et des émotions).
Ensuite, les rituels funéraires ne changent que peu jusqu'au XXe siècle, restant cadrés par une « législation funéraire » qui date du Premier Empire (décret-loi du 23 prairial An XII) (qui impose notamment des cimetières hors-la ville, et un cimetière multi-confessionnel ; « Dans les communes où l'on professe plusieurs cultes, chaque culte doit avoir un lieu d'inhumation particulier ; et dans le cas où il n'y aurait qu'un seul cimetière, on le partagera par des murs, haies ou fossés en autant de parties qu'il y a de cultes différents, avec une entrée particulière pour chacune, et en proportionnant cet espace au nombre d'habitants de chaque culte »), mais en réalité, l'église catholique et/ou le culte protestant ont presque partout eu le monopole de l'organisation des inhumations, avant qu'en 1806 la communauté israélite ne soit autorisée par décret à conserver la propriété des cimetières privés édifiés avant 1804, et à créer des espaces confessionnels juifs dans les cimetières municipaux. Plus tard (14 novembre 1881) la loi impose la « neutralité des cimetières » renforcée par la loi du 9 décembre 1905 (il ne doit pas y avoir de distinction de traitement entre les croyances et les cultes). Néanmoins, pour répondre aux souhaits de certaines communautés religieuses, le ministère de l'intérieur a toléré ou encouragé la création quand l'espace était disponible, de zones confessionnelles (bien que sans statut légal).
Le XIXe et le XXe siècle verront également la montée en puissance de l'industrie des pompes funèbres et des pierres tombales, ainsi que d'une aseptisation croissante des rituels funéraires modernes. La loi a été modifiée en 1993 et en 2008 pour intégrer l'ouverture à la concurrence du monopole communal sur les pompes funèbres, et préciser le statut des opérateurs funéraires ainsi que le statut et le devenir des cendres funéraires. Le droit funéraire reste éclaté dans le code général des collectivités territoriales (CGCT), le code de la santé publique, le code de l'urbanisme, le code de la construction et de l'habitation, ou encore celui des assurances. En effet, une autre nouveauté du XXe siècle est le développement d'un régime « assuranciel » (contrats d'assurance-vie et d'assurance-décès en l’occurrence, intégrant de plus en plus souvent un « contrat de prestations funéraires » ou « convention obsèques »). Le contrat d’obsèques est rapidement devenu contraignant, mais le législateur a voulu en 2004 que chaque souscripteur puisse librement modifier ses choix concernant ses funérailles, et également de choisir un nouvel opérateur funéraire quand il le souhaite.
Le maire a un pouvoir de police spéciale portant sur les cimetières et les funérailles (Il doit assurer le « maintien de l'ordre et de la décence dans les cimetières, des inhumations et des exhumations, sans qu'il soit permis d'établir des distinctions ou des prescriptions particulières à raison des croyances ou du culte du défunt ou des circonstances qui ont accompagné sa mort »). La préférence des Français va encore à l'inhumation dans une tombe acquise en concession funéraire (contrats d’occupation du domaine public, théoriquement ni précaires, ni révocables, hors commerce, hors partage successoral mais transmises en indivision perpétuelle entre les héritiers ; le legs et/ou la donation de concession étant encadrés par la jurisprudence). La commune peut instituer des concessions temporaires pour quinze ans au plus, trente ans, cinquante ans et à perpétuité (jusqu’en 1959, les communes étaient aussi autorisées à délivrer des concessions centenaires), renouvelables par les ayants droit, alors qu'une concession abandonnée peut être reprise par la mairie (avec alors transfert des restes à l’ossuaire, ou crémation).
C'est la famille qui doit entretenir ou faire entretenir la concession. Un « terrain commun » (ancien « carré des indigents ») accueille les fosses d'inhumation gratuite et pour au moins 5 ans des personnes ayant droit à une sépulture dans la commune (sans-abris, personnes seules décédées à l’hôpital). Selon la jurisprudence, réunir ou réduire des corps pour regrouper les restes d’un (réduction) ou des défunts (réunion) dans une concession, dans des reliquaires afin de libérer de la place pour de nouvelles inhumations est assimilé — d’un point de vue procédural — à une exhumation, ce qui implique une surveillance assurée par la mairie lors de l'opération, et un accord préalable du plus proche parent des défunts (et non d’un seul cohéritier).
Il existe encore de nombreux cimetières privés (d'abbayes ou de communautés israélites, par exemple). Ils sont légalement reconnus mais ne peuvent s'agrandir. Il est également possible d'être inhumé dans une propriété privée, mais avec autorisation du Préfet et à condition que la propriété privée soit assez éloignée des limites de la ville la plus proche et de respect des mesures d'hygiène légales. La thanatopraxie ou « soins de conservation » s'est beaucoup développé en France, mais pose des problèmes pour les défunts atteints de certaines pathologies infectieuses ou certains traitements (radiothérapie, traitements chimiques lourds) Au début du XXIe siècle, plus de 500 000 décès par an sont enregistrés.

### Asie
Le zoroastrisme : rite des funérailles célestes.

#### Inde

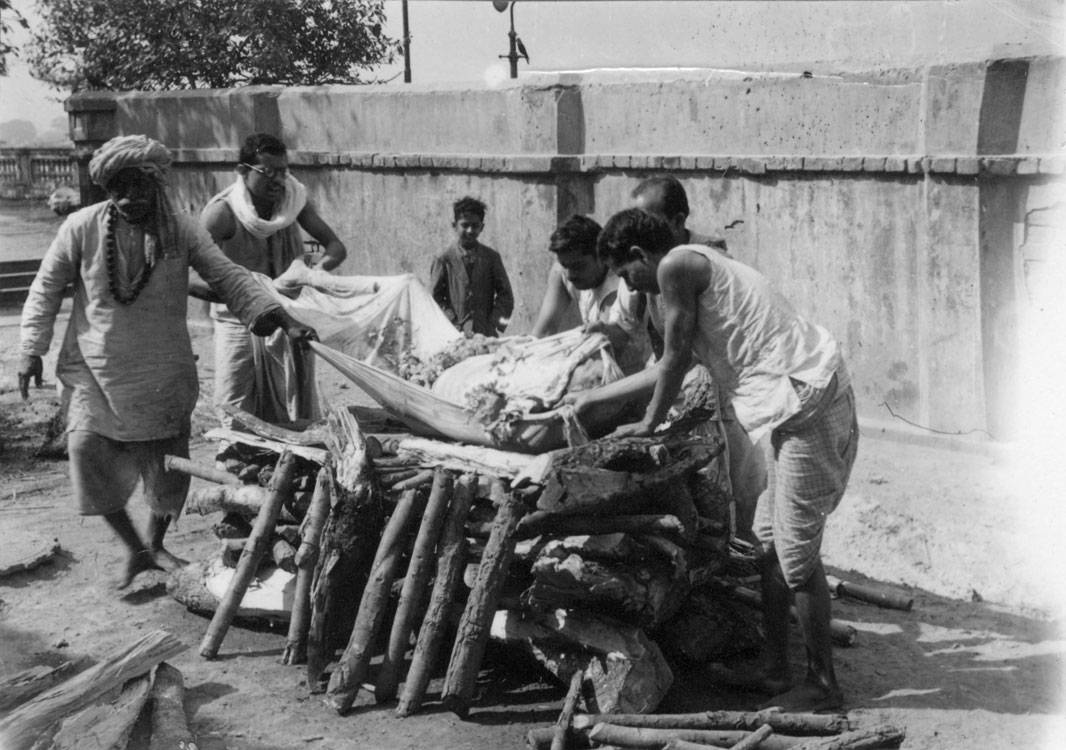
Préparation d'une crémation à Calcutta en 1944.

Les rituels funéraires hindous appelés Antyeshti peuvent être très différents selon les régions, la caste ou le statut social de la personne décédée. Cependant la crémation ou incinération est largement répandue. L'incinération doit libérer le défunt du cycle des réincarnations et lui permettre de rejoindre le Brahman (principe absolu universel). Quand un corps brûle, les cinq éléments dont il est composé retournent à leur place. Les lieux d'incinération sont souvent choisis à proximité des cours d'eau (par exemple Manikarnika ghat à Varanasi). Le corps du défunt est emmailloté dans un linceul blanc s'il s'agit d'un homme, rouge s'il s'agit d'une femme, jaune doré s'il s'agit d'une personne âgée. Il est ensuite orienté la tête vers le sud, qui est la direction des morts. Selon que la personne décédée était adoratrice de Shiva ou Vishnou, on applique sur son front de la cendre sacrée ou de la pâte de Santal.
La tradition veut que le fils aîné allume lui-même le bûcher dans lequel est placé le corps du défunt en tournant trois fois autour. S'il est trop jeune, un autre membre de la famille le fera. Si ce n'est pas possible, quelqu'un d'extérieur sera payé pour le faire. Les sâdhu, les nouveau-nés, les yogis considérés comme purs ne sont pas nécessairement incinérés. Ils peuvent être enterrés ou parfois directement immergés dans un fleuve.
La crémation est accompagnée dans les jours suivants des rites complexes du Preta Karma qui se terminent une dizaine de jours plus tard par le Shrâddha : un culte rendu aux ancêtres.

#### Tibet
Les Tibétains ont longuement pratiqué la sépulture céleste ou exposition aux oiseaux. Globalement, ils donnaient les restes démembrés comme festin aux oiseaux de proie. Pour eux, il s’agissait d’un ultime témoignage de non-attachement à l’ancien corps. Désormais, ils favorisent plutôt l’incinération ou l’inhumation selon la culture et la branche pratiquées. Le choix de la date à laquelle sera disposé le corps reçoit un soin particulier. Car l’âme doit être entourée des meilleures influences possibles pour l’aider à renaître. Ils se réunissent donc durant plusieurs jours.
Au Tibet, les rites funéraires pratiqués par les Tibétains varient selon les contraintes imposées par la nature du lieu et son climat, mais également selon la qualité du défunt. Le corps du défunt est mis en relation avec l'un des quatre éléments : les funérailles célestes pour l'air, les funérailles de l'eau pour l'eau, la crémation pour le feu et l'enterrement pour la terre.

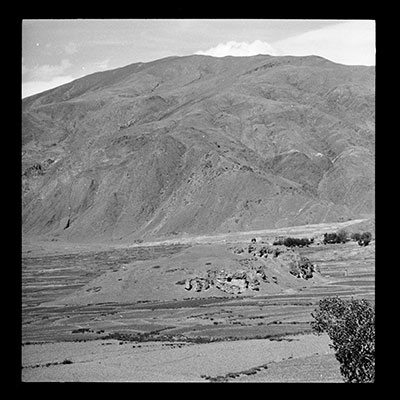
Tertre funéraire du roi Songtsen Gampo dans la vallée de Chonggye.

La pratique des enterrements est peu fréquente. La nature du sol, souvent très dur, et souvent gelé, en est la raison principale, mais la conviction que cette pratique entrave la réincarnation des défunts est parfois invoquée. Selon une source en effet, elle serait réservée aux criminels, et aux personnes décédées de maladies contagieuses, pour lesquelles les autres rites funéraires ne sont pas envisageables.
De même, dans les régions de haute altitude où le bois est rare, la crémation n'est employée que pour les lamas et les personnalités, à l'exception toutefois des plus hauts dignitaires religieux dont le corps est conservé par embaumement.
Les rites funéraires les plus courants mettent en pratique le principe bouddhique du don, qui conduit les Tibétains à offrir leur corps aux poissons ou aux vautours. On distingue ainsi deux types de funérailles :
- Les funérailles de l'eau, pratiquées uniquement dans certains cas particuliers, certaines sources mentionnant les mendiants, veufs, veuves et autres Tibétains les plus pauvres[68] ;
- Les funérailles célestes ou sépultures de l'air, pour la majorité de la population.

Ce dernier rite se pratique encore dans quelques centaines de sites sacrés au Tibet. Les officiants en sont les ragyapa, caste tibétaine spécialisée dans ces fonctions. Ces derniers, après avoir placé le corps du défunt sur un rocher sacré, le dissèquent, puis en broient les os, qu'ils mélangent parfois avec de la tsampa, laissant les vautours, souvent rejoints par des chiens sauvages, se charger de l'élimination des restes funéraires. Les populations nomades, ou celles qui ne pouvaient pas s'offrir ce rituel funéraire coûteux, avaient coutume de déposer simplement les morts sur des rochers élevés, en les laissant à la disposition des prédateurs sauvages, comme les chiens ou les oiseaux.

#### Pays Toraja (Indonésie)
Chez les Toraja, les rites funéraires revêtent une importance cruciale. La cérémonie funéraire peut être organisée longtemps après le décès. Tant que celle-ci n'a pas eu lieu, la personne est considérée comme « malade », to masaki en langue toraja.

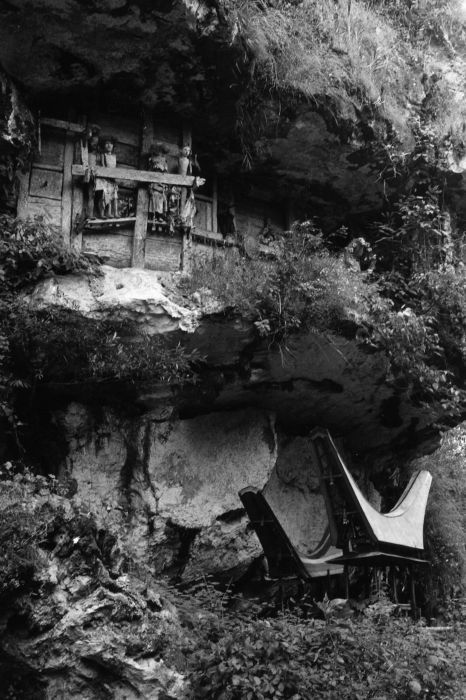
Tombes rupestres fermées par des planches de bois devant lesquelles se trouvent des poupées à l'effigie des défunts

Les rites funéraires sont essentiels pour se concilier les faveurs des défunts notamment pour obtenir d'eux une influence bénéfique sur l'agriculture.

### Amérique

#### États-Unis

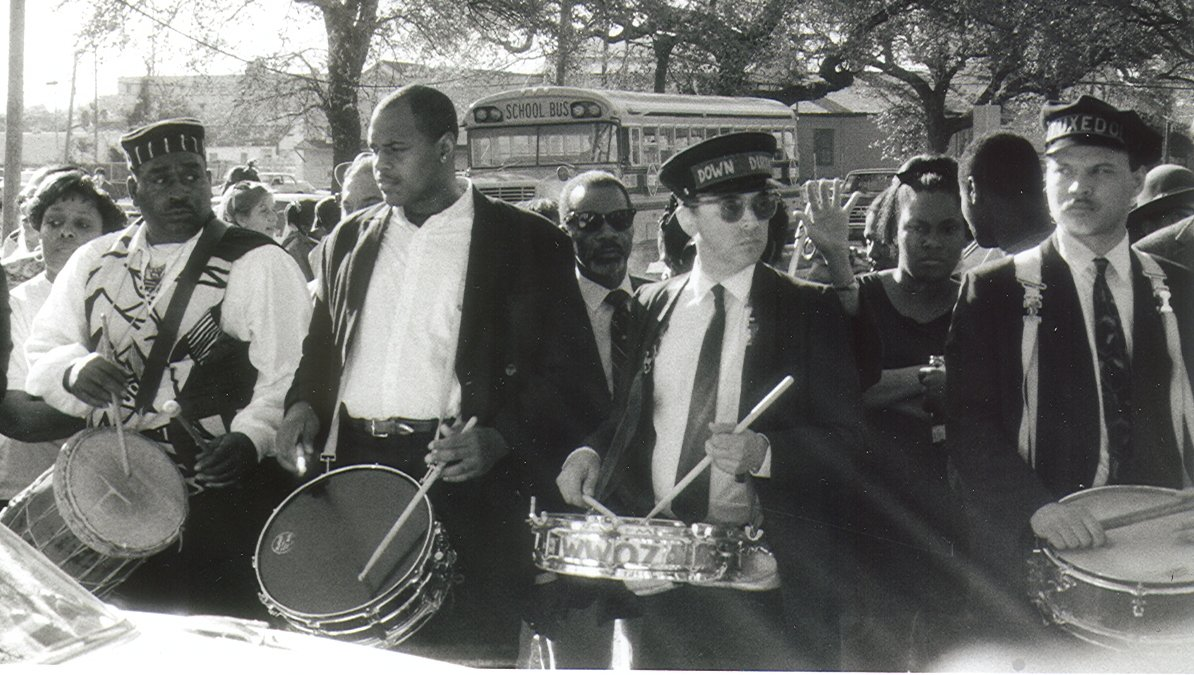
Joueurs de tambour aux funérailles de la légende du jazz Danny Barker.

Aux États-Unis, le défunt est exposé de la manière la plus « vivante » possible. Il faut citer le cas particulier des funérailles en Louisiane, spécialement à La Nouvelle-Orléans. Dans cette cérémonie, le cortège qui suit le cercueil est parfois accompagné de musiciens de jazz, d’où le nom de jazz funeral.

## Époque contemporaine
Les rituels funéraires connaissent aujourd’hui de profondes mutations. Il est essentiel de souligner qu’ils s’inscrivent dans un contexte très différent caractérisé par l’augmentation de l’espérance de vie, le déclin de la mortalité infantile, tout comme le fait de mourir généralement seul et à l’hôpital, à quoi s’ajoute le déclin de la religion.
Dans les années 1970-1980, de nombreux sociologues ont dénoncé la « panne symbolique » dont souffriraient les sociétés contemporaines. Dans les sociétés occidentales, la mort serait « une fenêtre qui ne donne sur rien ». Plus loin, « la grammaire funéraire s’est perdue, la langue mortuaire nous est devenue étrangère ». Patrick Baudry établit la même analyse à l'encontre des cérémonies laïques : « des professionnels peuvent vouloir produire des rites, mais à la façon de procédés, comme si la ritualité qui relève de la culture et qui manœuvre ses principes fondateurs, pouvait n'être qu'une mise en scène utile et profitable ». Louis-Vincent Thomas tient à peu près le même discours sur ces cérémonies : « il le faut bien avouer que, dans les cas de funérailles laïques, la crémation offre peu de prise à l'imaginaire occidental — peut-être parce qu'on n'a pas encore inventé une ritualité qui compenserait l'aridité des opérations techniques ».
Cependant, se dessinent de nouvelles évolutions depuis la fin des années 1990. De nouvelles cérémonies apparaissent, tant dans la sphère religieuse que dans la sphère « laïque » du crématorium. Au début des années 1970, la crémation se résumait à un geste technique, sans recueillement. La famille patientait durant la crémation, puis récupérait les cendres. En 1986 (pour le crématorium du Père Lachaise) s’esquissa une première forme de cérémonie composée d’un temps de recueillement et de prises de paroles. Enfin, le temps de recueillement organisé en plusieurs phases (entrée, musique, recueillement, geste d’hommage, départ du cercueil) a été mis en place en 1998, avec une véritable redéfinition du rôle des maîtres de cérémonie.
Il s’agit de cérémonies plus que de rites à proprement parler car ils canalisent la disparition d'un proche sans pour autant être porteur d'un message sur la destinée humaine. Comme le remarque Jean-Hugues Déchaux, le rite n'est pas l'unique solution pour faire face à la mort. Admettant volontiers la déritualisation des obsèques, il considère que l'on peut socialiser et acculturer la mort par d'autres processus. La subjectivation et la personnalisation des obsèques contemporaines, ainsi que l'ensemble des nouveaux acteurs, des nouveaux professionnels (thanatopracteurs, maître de cérémonie) qui l'accompagne permettent de neutraliser la mort. En effet, selon Jean-Hugues Déchaux, aucune culture ne peut apprivoiser la mort, au mieux elle la neutralise. Cette neutralisation s’opère par l'apparition de nouveaux modes de cérémonie qui ne sont pas pour autant des rituels, des cadres normatifs. L’évolution des funérailles contemporaines est issue pour une part du processus de privatisation, le groupe familial et amical devenant ainsi le nouveau groupe référent pendant la cérémonie ; et d’autre part, du processus de sécularisation marquant le déclin de certaines croyances.
En 2009, à la question « Trouvez vous que le fait de ne pas pouvoir vous recueillir sur un lieu physique où repose le défunt (tombe, columbarium pour les cendres) vous manque ? », 72 % des Français interrogés affirmaient que cela ne leur manquait pas du tout.

### Cérémonies laïques
La principale cérémonie laïque est la crémation cependant il est tout à fait possible de faire une cérémonie laïque pour une inhumation. En effet, les cimetières en France ne sont plus des propriétés de l'église mais de la commune dans laquelle ils se trouvent. Mais un nouveau procédé, la promession, se développe en Suède et est en cours de législation dans ce pays ainsi que dans d'autres tels que l'Allemagne, la Corée du Sud, le Royaume-Uni, et l'Afrique du Sud.
En 2021, 40 % des cérémonies d’obsèques sont civiles au Royaume-Uni et en Allemagne, 32 % en France, moins de 10 % en Italie, au Portugal et en Espagne. En France, il est désormais possible pour la famille d'organiser une cérémonie funéraire laïque au funérarium, au crématorium, au cimetière, au domicile du défunt ou dans tout autre lieu privatisable sans connotation cultuelle (théâtre, péniche, salle de cinéma, salle municipale, jardin, forêt, salle de conférence …). Des municipalités commencent à prévoir des salles spécialement affectées à cette fin, généralement dans les cimetières, ainsi que certaines entreprises de pompes funèbres. Cette cérémonie laïque sera célébrée par un proche, le maitre de cérémonie funéraire ou un officiant indépendant. D'après un sondage du Crédoc de 2019, parmi les personnes de plus de 40 ans, 43 % ne souhaitent pas une cérémonie religieuse pour elles-mêmes; les conceptions sur le type de cérémonies varient cependant beaucoup, avec 34% de ceux qui préfèrent une cérémonie civile souhaitant la lecture de textes et d'hommage, 45 % de la musique personnalisée et 63% une cérémonie très intime, avec très peu de personnes.
En Belgique, une différence est faite entre funérailles civiles d'une part et funérailles laïques d'autre part. En effet, le terme « laïque » est généralement associé aux activités du mouvement laïque organisé alors que le mot « civil » dénote simplement l'absence d'un caractère religieux ou convictionnel.
Au Luxembourg, la règlementation prévoit que les autorités communales doivent pourvoir un mandataire pour accompagner les enterrements se déroulant sans ministre de culte. Certaines communes lèvent par ailleurs une taxe pour ce service.

### Ère du numérique
Les pratiques évoluent avec les sociétés, le numérique s’est immiscé dans nos pratiques mortuaires. Les outils de communication ont interféré dans les pratiques face à la mort. En effet, la question de la gestion des réseaux sociaux des défunts après leur mort se pose pour leurs familles et les personnes qui gèrent ces plateformes. Car préserver la page Facebook d’une personne décédée permet d’accéder à une certaine forme d’immortalité. Comme le stipule le sociologue  Olivier Glassey, on observe des nouvelles pratiques propres à la mort sur les réseaux sociaux, telle que, l’accroissement du nombre d’amis de la personne décédée et les utilisateurs laissent des messages sur les murs de publication des défunts, comme on laisserait des fleurs sur une tombe, pour rendre hommage. La récurrence de la volonté de rendre hommage est observable chez toutes les civilisations à toutes les époques.